# 韦琮
韦琮（？—？），字礼玉，京兆郡杜陵县（今陕西省西安市长安区）人，出自京兆韦氏逍遥公房，隋朝荆州总管、上庸文公韦世康的后裔，殿中侍御史韦度的儿子，唐宣宗年间短暂为宰相。

## 家世和早期仕途
韦琮生年不详，《旧唐书》无传，《新唐书》本传仅称他世代为显官，据《新唐书》，韦琮进士及第，后进殿中侍御史。在任上因讯问案情不实，被改任太常博士。数次升迁后为户部侍郎、翰林学士承旨。唐武宗会昌三年（843年）五月，武宗以翰林学士承旨崔铉为中书侍郎、同平章事，夜召韦琮，告以崔铉之名，令起草诏书，宰相、枢密使都不知道。

## 拜相及以后
唐宣宗大中元年（847年）二月，因礼部侍郎魏扶奏称自己所选进士中封彦卿、崔琢、郑延休三人实有词艺，为时所称，但都因父兄现居重位而不得中选，宣宗诏令时为翰林学士、户部侍郎、知制诰的韦琮覆试，敕称今后此类人按常例放榜即可，不必另奏。七月，韦琮在正议大夫、尚书户部侍郎、知制诰、翰林学士承旨、柱国、赐紫金鱼袋任上被任为守本官、中书侍郎，授同中书门下平章事为实质宰相。又迁门下侍郎兼礼部尚书，但作为宰相无功，故大中二年（848年）十一月即以银青光禄大夫、门下侍郎兼礼部尚书、同平章事被罢为太子宾客，分司东都洛阳。在任上过世。
进士魏潜是韦琮的姐妹夫，韦琮为相期间，魏潜任显官。

## 作品
- 《月明星稀赋（以「大明流光，群曜自戢」为韵）》
- 《明月照积雪赋（以「孤光上烛，寒彩下凝」为韵）》

## 延伸阅读
[在维基数据编辑]
 《新唐書·卷182》，出自《新唐書》